# Маккавейская война
Маккаве́йская война́ — серия войн евреев в Иудее против Селевкидского царства в 166—142 годах до н. э., закончившихся независимостью Иудеи.

## Начало восстания
Иудеей правил Антиох Епифан, греко-сирийский царь Селевкидской державы, который проводил жёсткую политику эллинизации (распространения греческого языка и культуры) еврейского населения Иудеи. Ключевым элементом такой политики было стремление побудить или заставить евреев отказаться от особенностей своей веры и ввести в Иудее греческую культуру и религию. В 167 году до н. э. Антиох превратил Иерусалимский храм в святилище Зевса Олимпийского. Апогеем гонений на иудаизм стали языческие жертвоприношения в главной еврейской святыне — Иерусалимском храме.
Оскорблённое религиозное чувство иудеев вызвало взрыв негодования в их среде, который вылился в вооружённое восстание в 166 году до н. э. Началом восстания стало убийство Маттафией еврея, принёсшего жертву на алтаре, построенном греками. После этого Маттафия с семьёй бежал в горы, где создал повстанческие отряды. Маттафия мешал деятельности царской администрации, совершал набеги на соседние местности, разрушая алтари, производя обрезание, карая отступников от веры предков и евреев, лояльных новой политике. Маттафия вскоре умер (166 год до н. э.), но его действия привели к утрате сирийского административного контроля в Иудее, за исключением Иерусалима.

## Военные действия Иуды Маккавея

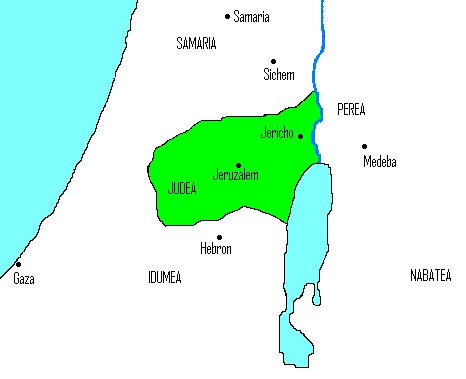
Израиль при Иуде Маккавее

Во главе сильно увеличившегося отряда стал его третий сын, Иуда, талантливый военачальник. Пытаясь наладить административный порядок в Иудее, Аполлоний, наместник Селевкидов в Самарии, выдвинулся к Иерусалиму для соединения с местным греческим гарнизоном. Рейд оказался неудачным, сам Аполлоний пал в сражении. Неудачей закончилась и попытка подавления восстания, предпринятая генералом Сероном, чей отряд был разбит Иудой в ущелье Бет-Хорон на северо-западе Иудеи. Та же участь постигла застигнутый врасплох экспедиционный корпус Птолемея, царского наместника в Келесирии; отряд Лисия, царского наместника западных провинций, разбитый Иудой у Бет-Цура (на юге Иудеи). Неудачи в борьбе с повстанцами побудили Лисия издать декрет, упразднивший запреты, касающиеся отправления иудейских обрядов, в установленный срок сложившим оружие повстанцам была обещана амнистия. Это положение не спасло, в декабре 164 года до н. э. Иуда захватил почти весь Иерусалим, за исключением городской цитадели.
Лисий, который к этому времени стал регентом при малолетнем царе Антиохе V, в свою очередь осадил повстанцев в Иерусалиме, но не желая тратить время на осаду, в связи с назревшими внутренними проблемами в царстве, заключил перемирие, отменяющее антииудейскую религиозную политику. Лисий казнил ярого поборника эллинизации первосвященника Менелая, и поставил на его место умеренного Алкима. Иуда официального признания не получил и Алкиму первосвященником не признал.
В 162 году до н. э. на трон Селевкидов взошёл Деметрий I. Для наведения порядка в Иудее, он направил туда войско под началом Бакхида, одного из своих лучших военачальников. Иерусалим был взят и над Иудеей назначен наместник Никанор.
В 161 году до н. э. Никанор попытался ликвидировать сохранившиеся очаги восстания, однако в сражении близ Бет-Хорона его отряд был разбит, а сам он пал в битве. Повстанцы вновь вошли в Иерусалим.
Желая получить сильных союзников, Иуда заключил договор с Римом о нейтралитете и военной взаимопомощи. Однако это ему не помогло: в 160 году до н. э. для наведения порядка в мятежной провинции, в Иудею снова вошли греческие войска под командованием Бакхида. Восставшие были разбиты, Иуда погиб в сражении.

## Этнархия Ионафана

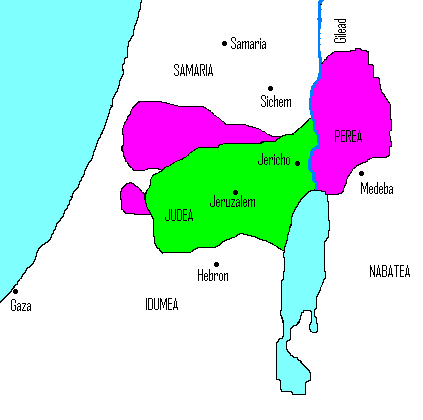
Приобретения Ионафана

После гибели Иуды его братья, Ионатан и Симон, собрали остатки повстанцев и продолжили тактику партизанской борьбы.
Через семь лет, в 153 году до н. э. внутри державы Селевкидов началась гражданская война: Александр I Балас, самозванец, выдававший себя за сына Антиоха IV Эпифана, высадился в Сирии, занял Птолемаиду (современный Акко) и стал готовиться к наступлению на Антиохию. При этом он старался заручиться поддержкой всех недовольных политикой Деметрия. Ионафан поддержал Александра Баласа и взамен получил от него назначение первосвященника Иерусалима и титул «друг царя» (152 год до н. э.). Пост первосвященника стал одним из важнейших политических должностей в Иудее при Хасмонеях. Позднее Ионатан получил от уже ставшего царём (в 150 г. до н. э.) Александра Баласа город Экрон с окрестностями в личное владение (147 год до н. э.)
В 145 году до н. э. против Александра Баласа выступил сын Деметрия I — Деметрий II, которого поддерживал царь Египта Птолемей VI. Во главе огромного войска Александр I Балас двинулся в Сирию против нового соперника. Птолемей VI и Деметрий II разбили его и обратили в бегство; в битве Птолемей VI был тяжело ранен и вскоре скончался. Александр бежал в Аравию к царю Набатеи Забдилу. Там его казнили, а голову выслали Птолемею VI. У Александра остался малолетний сын, который был провозглашён Антиохом VI, а регентом при нём стал Диодот Трифон, который продолжил борьбу с Деметрием II.
В продолжающейся гражданской войне оба претендента старались набрать себе как можно больше сторонников. Деметрий II пообещал Ионафану включить в состав Иудеи те районы на юге Самарии, в которых евреи составляли большинство. Также была обещана передача Иудее иерусалимской цитадели, однако этот вопрос так и не был решён. Но Ионатан, не удовлетворённый греческим присутствием в Иерусалиме, поддержал Трифона, который за это назначил его брата, Симона, правителем небольшой прибрежной полосы у Средиземного моря, включая порт Яффо.
Пользуясь фактическим безвластием, Ионатан начал активно укреплять города Иудеи, установил дружеские отношения со Спартой, а в Рим была послана делегация для возобновления союза, заключенного Иудой. Обеспокоенный этими действиями Трифон заманил к себе Ионатана с двумя сыновьями и оставив их в заложниках, начал военную кампанию против Иудеи. Однако, военные действия Симона вынудили Трифона покинуть Иудею. Ионатан и сыновья были казнены (143 год до н. э.).

## Правление Симона

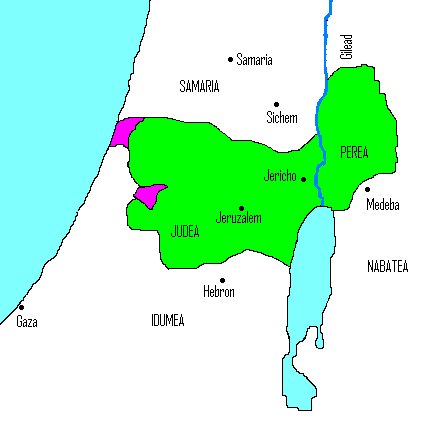
Завоевания Симона

Во главе маккавеев после гибели Ионафана стал его брат Симон. Он заключил договор с врагом Трифона, Деметрием II.
В 142 году до н. э. Деметрий II, заинтересованный в поддержке Иудеи, освободил её территорию от выплаты дани, что де-факто означало признание её независимой страной.
В 141 году до н. э. Симон собрал в Иерусалиме т. н. «Великий собор», на котором был провозглашён этнархом, первосвященником и главнокомандующим Иудеи с правом заключения международных договоров от своего имени. Эта власть должна была решением собора переходить по наследству потомкам Симона «до того времени, как явится истинный пророк».
Политика Симона состояла в укреплении находившихся под его властью городов, поощрении торговли и промыслов, с завоеванных территорий изгонялось греческое население, замещаемое еврейскими поселенцами. Была начата антиселевкидская кампания. Симон завоевал гавань Иоппию, захватил стратегически важный Газер, вытеснил из иерусалимской цитадели (Акра) сирийский гарнизон.
На престоле Селевкидского царства Деметрия II сменил Антиох VII Сидет. Царь подтвердил статус Симона в качестве вождя Иудеи и признал за Иудеей право на чеканку собственной монеты. Однако он потребовал от Симона вернуть Селевкидской державе захваченные евреями города — Газару и Иоппею или выплатить за них компенсацию в 1 000 талантов. Сначала в Иерусалим прибыл Афинобий, соратник Антиоха, с целью получить эту компенсацию. Симон показал посланцу свои сокровища, а потом предложил ему сумму в 10 раз меньше. Возмущённый Афинобий вернулся к царю. Последний отправил войско во главе с Кендебием, чтобы наказать первосвященника и построить крепость Кедрон, однако этот поход окончился неудачей, причина которой доподлинно неизвестна — древние источники говорят о разных причинах.
В январе или феврале 134 года до н. э. Симон был умерщвлен во время пиршества своим зятем Птолемеем, наместником Иерихона, который стремился сам стать этнархом Иудеи. Он также убил жену Симона и двух его сыновей. Однако третий сын Симона Йоханан Гиркан, правивший Гезером, уцелел и при поддержке народа добился власти в Иудее.
Тем временем Антиох VII, неудовлетворённый действиями Кедрона, решил собственноручно решить вопрос с Иудеей. Его поход различными источниками датируется по-разному, но однозначно в промежутке между 134 и 130 годами до нашей эры. Сирийская армия во главе с Антиохом разгромила Иудею и начала осаду Иерусалима. Северная сторона города была самой незащищённой, поэтому именно там Антиох приказал построить сто трёхэтажных осадных башен и разместил в них по отряду солдат. Кроме этого вокруг Иерусалима был вырыт глубокий и широкий ров. Евреи страдали от ежедневных атак противника и голода, недостаток воды они компенсировали тем, что начали собирать дождевую воду. Вскоре Йоханан Гиркан понял, что не сможет прокормить всё население города и приказал оставить в городе лишь боеспособных, а всех остальных приказал выгнать из города, но они не смогли преодолеть укрепления Антиоха и остались под стенами города. Когда настал праздник Суккот, Йоханан смиловался над изгнанными и приказал впустить их в город. Тогда же он предложил недельное перемирие, чтобы евреи могли отпраздновать Суккот. Антиох согласился на перемирие и отправил жертвенных быков с позолоченными рогами и серебряные чаши с благовониями. Евреи были поражены поступком Антиоха, и прозвали его Эвсебом, что переводится с древнегреческого как «Благочестивый». После этого начались мирные переговоры. В итоге евреи сложили оружие, отказались от претензий на города, которые находись за Иудеей, выплатили 500 талантов дани и дали заложников, среди которых был брат Иоанна. В свою очередь Антиох подтвердил все права и привилегии евреев, которые они получили от его предшественников, в том числе и право на чеканку собственных монет.

## Итог
С воцарением Гиркана борьба Хасмонеев за независимость Иудеи от Селевкидов была завершена. Менахем Штерн считает, что залогом победы стала поддержка со стороны народа, который был предан своей культуре и религии и традициям, несмотря на наличие меньшинства элиты, готовой к ассимиляции. Важными факторами в пользу повстанцев была раздробленность и внутренние противоречия в селевкидском государстве, а также поддержка со стороны других государств, в первую очередь Римской республики.